# Il canto del fiore rosso
Il canto del fiore rosso (Sången om den eldröda blomman) è un film svedese del 1919 diretto da Mauritz Stiller. È basato sul romanzo "Il canto del fiore rosso" di Johannes Linnankoski.

## Trama
Olof, il giovane figlio del fattore Koskela, dopo aver rivolto parole d’amore alla pastorella Annikki, nel breve torno di tempo di una festa campestre cambia idea a favore di Elli, una ragazza che lavora in una fattoria vicina.
Tuttavia anche questa storia finisce in fretta: Elli, a cagione dei propri sconvenienti incontri notturni con Olaf, viene cacciata, ed Olaf stesso, dopo un diverbio col padre, decide di lasciare la casa paterna e di andare per la propria strada, scegliendo la vita errabonda di una compagnia di boscaioli.
Di passaggio in un villaggio, mediante l’impresa a cui si accinge con successo, quella di discendere il corso del fiume su un tronco d’albero fino alle rapide, Olaf conquista il cuore di Kyllikki, la ritrosa ed orgogliosa figlia del ricco fattore Moisio, con la quale aveva già tentato in precedenza un approccio, con esiti negativi. Ma il padre di lei, Moisio, non gli concede la mano della figlia, a causa della cattiva reputazione che i boscaioli avevano, con la loro vita vagabonda, presso gli stanziali agricoltori.
Olof riprende allora il suo vagabondaggio, fino a giungere in una grande città, dove viene adescato da una prostituta. Questa, visto che l’approccio non funziona, le presenta una sua giovane “collega”, arrivata da poco. È Elli.
Olof ne rimane sconvolto, e, lasciato il bordello, si mette a riflettere sulla propria vita disordinata. Decide quindi di tornare alla casa di appuntamenti in cerca di Elli, ma scopre che la ragazza, nel frattempo, si è uccisa.
Torna allora alla volta di casa, ma, giuntovi, apprende che i suoi genitori sono morti.
Si presenta allora a casa dei Moisio, deciso a prendere Kyllikki in moglie. Il padre di lei, al solito, è contrario, ma quando Olof gli dice di essere il fattore di Koskela, cambia repentinamente idea ed accondiscende volentieri al legame matrimoniale.